# Viale Aventino
Viale Aventino è una strada che collega piazza di Porta Capena e piazza Albania, a Roma, separando i rioni Ripa (verso l'Aventino) e San Saba (verso le Terme di Caracalla).
Il viale fu aperto negli anni trenta come grande arteria stradale di collegamento con la via Ostiense, la stazione della Ferrovia Roma-Lido a Porta San Paolo, la Stazione di Roma Ostiense: andava infatti da piazza del Circo Massimo (l'attuale piazza di Porta Capena) a via Marmorata. All'inizio, con vista sul Circo Massimo, sorge quello che è oggi il palazzo della FAO, nato come sede del Ministero delle colonie; per questo la sua prima denominazione, adottata con delibera del 1938, fu viale Africa. 
Essendo la zona del tracciato, all'epoca, appena in via di urbanizzazione, il viale era stato concepito come passeggiata urbana, con ampi marciapiedi e un'alberata da quattro filari di platani, con al centro la sede tramviaria.
La denominazione fu soppressa nel 1945, e sostituita con l'attuale viale Aventino. L'ultimo tratto, da piazza Albania a via Marmorata, fu rinominato nel 1955 in viale Manlio Gelsomini. I platani, ammalatisi negli anni novanta di cancro colorato, sono stati sostituiti nei primi anni 2000 da tigli e da farnie.
Il susseguente viale della Piramide Cestia, che conduce da piazza Albania a piazza di Porta San Paolo, taglia il tracciato delle mura serviane di età repubblicana. Alcuni resti sono ancora visibili nei dintorni di piazza Albania.

## Trasporti
È raggiungibile dalle fermate Aventino/Albania - Aventino/Circo Massimo del tram .